# Pilar Viñuela Tascón
Pilar Viñuela Tascón (León, 1907-1976) fue una odontóloga y empresaria española.

## Biografía
Nacida en León, sus primeros años transcurrieron en Aviados, de donde era su madre. Tanto ella como sus dos hermanas llevaron a cabo sus estudios universitarios en Madrid; entre 1925 y 1930, Pilar estudió Odontología, siendo la única mujer de su promoción. En esos años residió en la Residencia de Señoritas, que dirigía María de Maeztu, y tuvo por compañeras a Delhy Tejero, Josefina Carabias, María Zambrano o Maruja Mallo. Dos años después de finalizar sus estudios, siendo una de las primeras españolas en obtener el título universitario de odontología, contrajo matrimonio con un compañero de carrera y empezó a ejercer como odontóloga, siendo titular del carné número cuatro del Colegio de Odontólogos de León.
Su primera consulta estuvo en el edificio Roldán, en la plaza de la Libertad (actual plaza de Santo Domingo, en León). A pesar de que, por ejemplo, en los anuncios de prensa aparecía el nombre de su marido y no el suyo, gozó de total independencia; así, en 1935 fue invitada a la boda de Juan de Borbón, hijo de Alfonso XIII, con María de las Mercedes de Borbón y Orleans, mientras que su marido era republicano. Al comienzo de la Guerra Civil, su marido fue detenido, pasando ocho años en prisión. Durante todo ese tiempo, ella estuvo sola con sus tres hijos y se hizo cargo de los pacientes de su marido.
Desde los años 50, y debido al fallecimiento de su tío Vicente Tascón, presidente de la empresa de chocolates Viuda de Casimiro Díez, Pilar fue la responsable de la fábrica, en un momento en el que las mujeres necesitaban el permiso del marido para abrir una cuenta bancaria o firmar un contrato laboral, por ejemplo. Falleció en 1976.